# Танконвиль
Эта статья — о населённом пункте. О художнике под псевдонимом Танконвиль см. Анри Ганье
Танконви́ль (фр. Tanconville) — коммуна во французском департаменте Мёрт и Мозель региона Лотарингия. Относится к  кантону Сире-сюр-Везуз.	

## География
Танконвиль расположен в 60 км к востоку от Нанси у подножия восточных Вогезов на границе с департаментом Мозель. Соседние коммуны: Аттиньи на северо-востоке, Бертрамбуа на юго-востоке, Сире-сюр-Везуз на юге, Фремонвиль на юго-западе, Ришеваль и Ибиньи на северо-западе. Через коммуну проходит локальная автодорога D177, соединяющая Танконвиль с национальной автодорогой RN4 Нанси—Страсбург.

## История

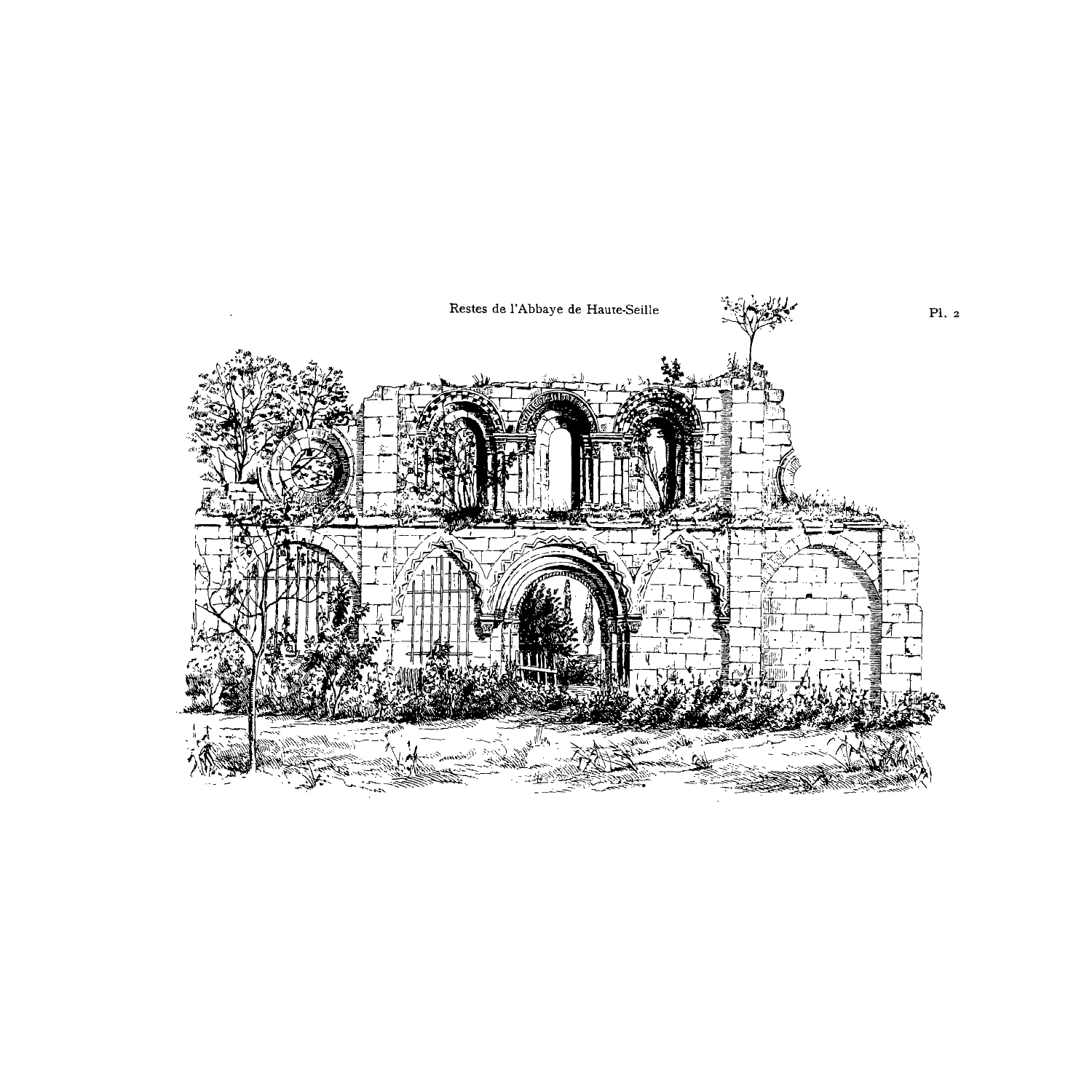
Развалины аббатства От-Сей. Иллюстрация к книге.

- Первоначальная деревня была разрушена шведами во время Тридцатилетней войны и построена на нынешнем месте в XVII веке.
- Коммуна пострадала во время Первой и Второй мировых войн.

## Демография
Население коммуны на 2010 год составляло 93 человека.
| 1962 | 1968 | 1975 | 1982 | 1990 | 1999 | 2010 |
| ---- | ---- | ---- | ---- | ---- | ---- | ---- |
| 178  | 160  | 147  | 138  | 115  | 102  | 93   |

## Достопримечательности
- Церковь XVIII века, частично разрушенная в 1944 году, восстановлена.
- Монумент погибшим в 1940 году